# Heriades dalmaticus
Heriades dalmaticus là một loài Hymenoptera trong họ Megachilidae. Loài này được Maidl mô tả khoa học năm 1922.